# Penthaz
Penthaz – miejscowość i gmina (commune) w zachodniej Szwajcarii, w kantonie Vaud, w okręgu (district) Gros-de-Vaud. Leży nad rzeką Venoge.

## Demografia
W Penthaz mieszkają 1884 osoby. W 2021 roku 24,7% populacji gminy stanowiły osoby urodzone poza Szwajcarią. 

## Transport
Przez teren gminy przebiega droga główna nr 9.